# Oswald Mosley

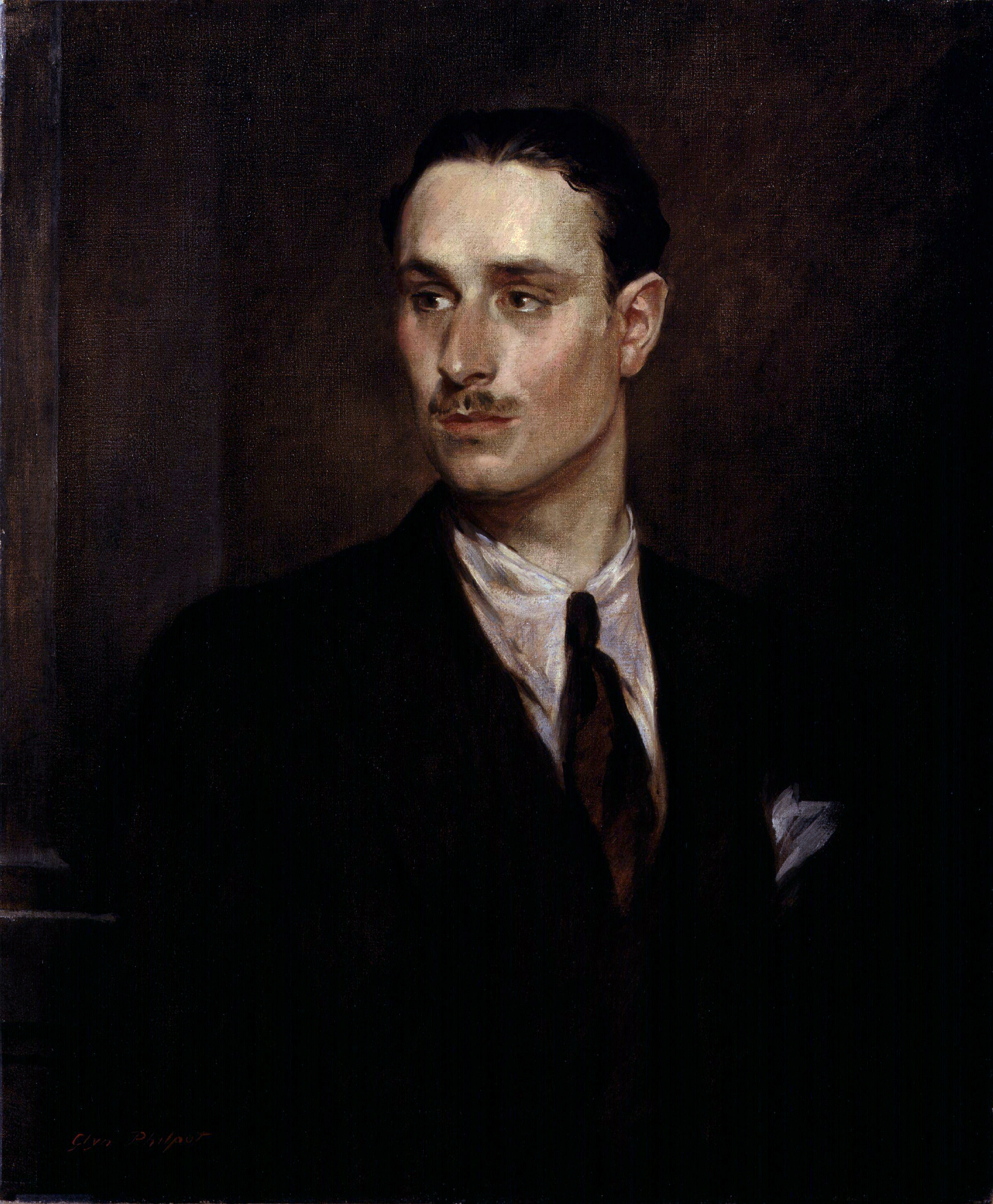
Porträt von Oswald Mosley, 1925 gemalt von Glyn Warren Philpot

Sir Oswald Ernald Mosley, 6. Baronet (* 16. November 1896 in London; † 3. Dezember 1980 in Orsay, Département Essonne, Frankreich) war ein britischer Politiker, der vor allem als Gründer der faschistischen Partei British Union of Fascists (BUF) bekannt wurde.

## Leben

### Familie, Jugend und Militärdienst
Die Familie Mosley ist anglo-irischen Ursprungs. Die Linie, der Oswald Mosley angehörte, hatte großen Landbesitz im englischen Staffordshire. 1781 war seinem Ur-Ur-Urgroßvater John Mosley (1732–1798) der erbliche Adelstitel eines Baronet, of Ancoats in the County of Lancaster, verliehen worden, den Oswald Mosley schließlich 1928 als 6. Baronet erbte. Nach der Trennung seiner Eltern wurde Oswald von seiner Mutter und seinem Großvater väterlicherseits, Sir Oswald Mosley, 4. Baronet, aufgezogen. Sein Großonkel war Baron Anslow. Im Familienkreis und unter Freunden wurde Oswald Ernald Mosley stets Tom genannt.
Er besuchte das Winchester College und das Royal Military College in Sandhurst. Im Ersten Weltkrieg kämpfte er mit den 16th Lancers an der Westfront. Später war er im Royal Flying Corps als Beobachter tätig, bei einem Flugzeugabsturz zog er sich hier eine bleibende Beinverletzung zu. Noch bevor die Verletzung verheilt war, kehrte er in die Schützengräben zurück und fiel während der Schlacht von Loos 1915 vor Schmerzen in Ohnmacht. Er wurde zu Verwaltungsarbeiten abkommandiert und 1916, nachdem seine Verletzung nicht heilte, als Invalide entlassen.

### Erste Erfolge als konservativer Abgeordneter
Am Ende des Kriegs entschied sich Mosley für eine Laufbahn als Politiker und wollte für die Conservative Party in das britische Unterhaus einziehen, obwohl er erst 21 Jahre alt war und weder politische Erfahrung noch eine gefestigte politische Meinung hatte. Hauptsächlich wegen seiner Familienzugehörigkeit wurde in mehreren Wahlkreisen erwogen, ihn als Kandidaten aufzustellen. Zunächst erschien eine nicht besetzte Kandidatur in der Nähe der Ländereien der Familie am aussichtsreichsten, doch wurde er unerwartet für die Kandidatur in Harrow bei London ausgewählt und gewann die Unterhauswahl 1918 dort mangels ernsthafter Konkurrenz mühelos. Außer einem Kandidaten der Sinn Féin, der sein Mandat nicht antrat, war Mosley der jüngste ins Parlament gewählte Abgeordnete. Schon bald machte er als Redner, der seine Reden im Parlament grundsätzlich frei hielt, und als extrem selbstbewusster Politiker auf sich aufmerksam.

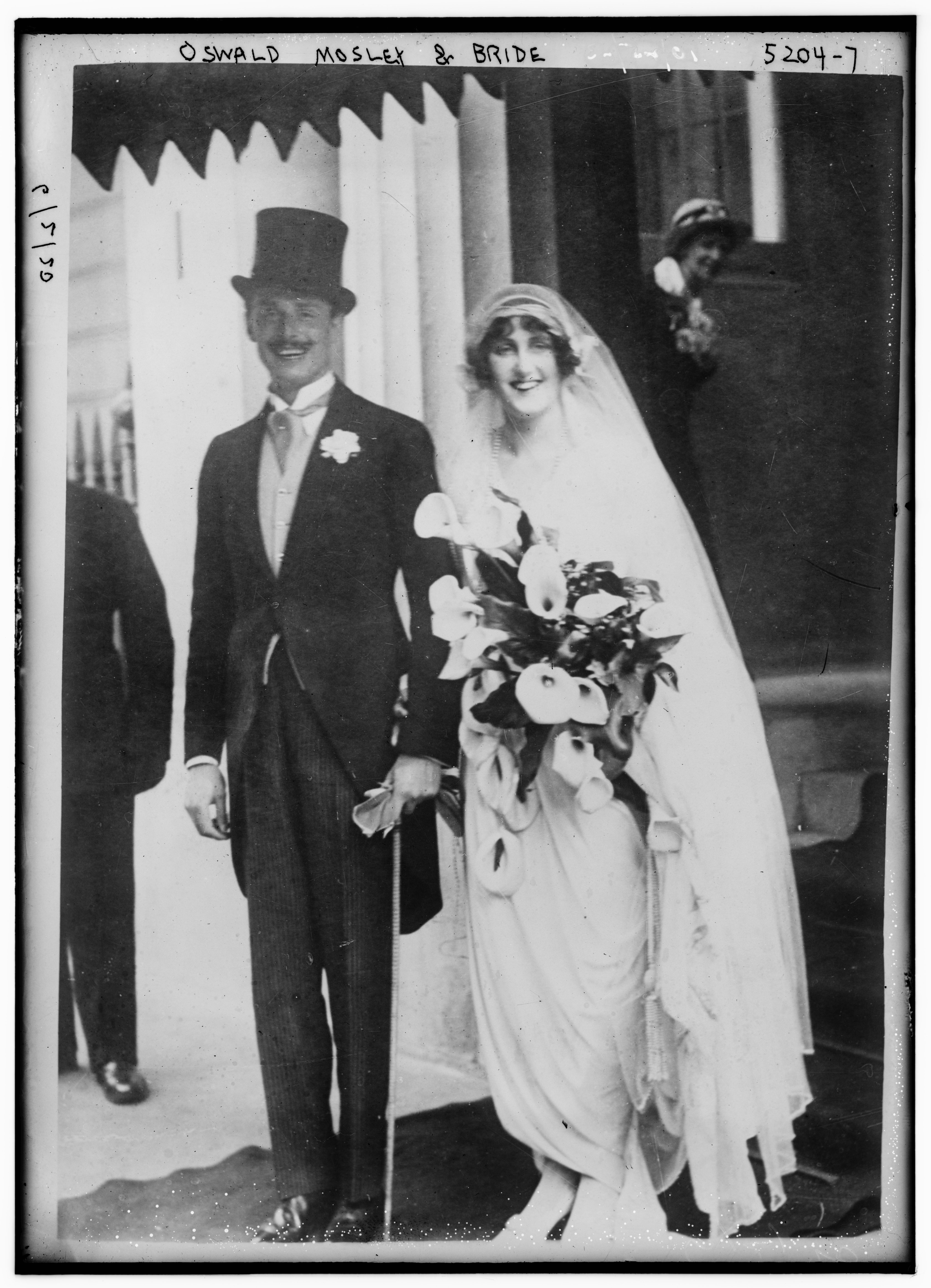
Hochzeit von Oswald Mosley und Cynthia Curzon (1920)

1920 heiratete er Lady Cynthia Curzon (Cimmie), die zweitälteste Tochter von George Nathaniel Curzon, 1. Baron Curzon, dem ehemaligen Vizekönig von Indien, und dessen erster Ehefrau, der reichen amerikanischen Erbin Mary Victoria, geb. Leiter. Lord Curzon musste erst von der Eignung Mosleys als Ehemann überzeugt werden, da er Mosley verdächtigte, die Heirat hauptsächlich aus Gründen des sozialen Aufstiegs und wegen der hohen zu erwartenden Erbschaft anzustreben. Später fand sich Curzons Verdacht bestätigt, doch war die Heirat das gesellschaftliche Ereignis des Jahres, zu dem Gäste aus vielen europäischen königlichen Familien anreisten.

### Politischer Seitenwechsel
Um diese Zeit zerstritt sich Mosley mit seiner Partei über deren Politik in Irland, er sprach sich gegen den Einsatz der paramilitärischen Einheit Black and Tans zur Unterdrückung der Iren aus. Schließlich zog er die Konsequenz und saß fortan als unabhängiger Abgeordneter auf den Oppositionsbänken des Unterhauses. Da er in seinem Wahlkreis inzwischen eine treue Gefolgschaft hatte, konnte er den Wahlkreis gegen Kandidaten der Konservativen Partei bei den Wahlen von 1922 und 1923 verteidigen. In der Zwischenzeit wurde seine Neigung zur Politik der Labour Party immer größer, die 1924 eine Minderheitsregierung bildete. Im März 1924 trat er der Labour Party bei, sofort darauf auch deren linkem Flügel, der Independent Labour Party (ILP).
Als die Labour-Regierung im Oktober stürzte, musste sich Mosley einen neuen Wahlkreis suchen, da er in Harrow als Labour-Kandidat nicht wiedergewählt worden wäre. Er entschied sich dafür, gegen Arthur Neville Chamberlain in dessen Wahlkreis Birmingham Ladywood anzutreten. Nach einem energischen Wahlkampf konnte Chamberlain Mosley mit nur 77 Stimmen Mehrheit schlagen. Mosley nutzte die folgende Zeit ohne Mandat zur Entwicklung einer neuen Wirtschaftspolitik für die ILP, die als Birmingham Proposals bekannt wurde und bis zum Ende seiner Laufbahn die Grundlage für Mosleys Wirtschaftspolitik blieb. Als 1926 ein Labour-Wahlkreis in Smethwick bei Birmingham frei wurde, kehrte Mosley ins Parlament zurück. 1928 starb sein Vater, der 5. Baronet. Als Erbe des Titels hatte Oswald Mosley nun Anspruch auf die Anrede Sir.

### Minister ohne Geschäftsbereich
Danach suchte er den politischen Aufstieg innerhalb der Labour Party. Er arbeitete eng mit James Ramsay MacDonald zusammen und hoffte auf eines der großen Ministerien, doch nach der von Labour gewonnenen Wahl von 1929 wurde er nur zum Chancellor of the Duchy of Lancaster ernannt. In diesem eher symbolischen Amt war er fortan als eine Art Minister ohne Geschäftsbereich tätig. Zwar wurde ihm die Lösung des Arbeitslosenproblems aufgetragen, doch wurden seine radikalen Vorschläge stets von seinem Vorgesetzten James Henry Thomas oder vom Kabinett zurückgewiesen. Der immerfort ungeduldige Mosley stellte schließlich sein komplettes Programm als Mosley Memorandum zusammen, das vom Kabinett abgelehnt wurde, worauf er im Mai 1930 zurücktrat. Im Oktober 1930 versuchte er noch vergeblich, den Parteitag der Labour Party für sein Programm zu gewinnen. Mit einer im Dezember 1930 erschienenen erweiterten Fassung seines Programms konnte er immerhin zunächst 16 Labour-Abgeordnete für sich gewinnen. Mosleys Programm beinhaltete u. a. die Errichtung einer Regierung mit fünf Ministern ohne Geschäftsbereich (ähnlich dem War Cabinet des Ersten Weltkrieges), das nur einer allgemeinen Kontrolle eines weitgehend machtlosen Parlaments unterworfen sein sollte.

### New Party
Überzeugt von der Unfähigkeit der Labour Party, trat Mosley am 28. Februar 1931 aus dieser aus und gründete am Tag darauf die New Party. Zu Beginn wurde die Partei von sechs Labour-Abgeordneten unterstützt, doch schon einen Tag später hatten sich zwei der sechs Abgeordneten umentschieden und saßen fortan als unabhängige Abgeordnete im Parlament. Bei den ersten Nachrückerwahlen, zu denen die Partei 1931 antrat, schaffte sie es nur, die Stimmen der Linken zu zersplittern, was durch das britische Mehrheitswahlrecht den Konservativen Siege verschaffte. 
Anfänglich genoss Mosleys Partei durchaus eine gewisse Sympathie, da Beobachter die Partei für geeignet hielten, eine „mittlere Position“ zwischen Labour und Konservativen zu offerieren. Zu den anfänglichen Sympathisanten zählten Harold Nicolson und der spätere Premierminister Harold Macmillan. Nicolson schloss sich der Partei an und gab die Parteizeitung (Action) heraus. Macmillan erwog kurzzeitig, die Konservativen zu verlassen und der New Party beizutreten. Sobald Mosley damit begann, faschistische Inhalte zu übernehmen, distanzierte Macmillan sich jedoch schnell wieder und blieb bei den Konservativen. Die New Party übernahm in der Folge immer mehr politische Inhalte des in Europa aufkommenden Faschismus. Als 1931 erneut landesweite Wahlen abgehalten wurden, konnte die New Party keinen einzigen Sitz gewinnen. Nicolson distanzierte sich ebenfalls von Mosley, als klar wurde, dass dieser in den Faschismus abdriftete und ging zur Labour-Partei zurück.

### Die Union der Faschisten
Nach dem Misserfolg bei den Wahlen von 1931 ging Mosley auf Reisen, um die neuen politischen Bewegungen von Benito Mussolini und anderen Faschisten zu studieren. Er kehrte in der Überzeugung zurück, dass die faschistischen Bewegungen für ihn und Großbritannien richtungsweisend seien. Er entschloss sich, die bereits vorhandenen faschistischen Bewegungen in seinem Heimatland zu vereinen und gründete zu diesem Zweck 1932 die antikommunistisch und protektionistisch ausgerichtete British Union of Fascists (BUF). Die BUF hatte nach eigenen Angaben bis zu 50.000 Mitglieder und wurde schon früh von der Tageszeitung Daily Mail unterstützt. Unter Mosleys Anhängern waren der Romancier Henry Williamson und der Militärtheoretiker John Frederick Charles Fuller.
Nach italienischem Vorbild und dem Vorbild der deutschen SS entwickelte Mosley eine Parteiuniform, durch deren schwarze Farbe die Anhänger der Bewegung als Blackshirts (Schwarzhemden) bekannt wurden. Die Blackshirts waren häufig in gewalttätige Konflikte verwickelt, insbesondere mit kommunistischen und jüdischen Gruppen in London. Bei einer Großveranstaltung der Faschisten im Londoner Olympia am 7. Juni 1934 kam es zu einer Massenschlägerei, als die Blackshirts Störenfriede aus dem Saal werfen wollten. Diese Vorkommnisse und die innerparteiliche Säuberungsaktion Adolf Hitlers in Deutschland, der so genannte Röhm-Putsch (auch Nacht der langen Messer genannt), führten 1934 dazu, dass die BUF einen Großteil ihrer Unterstützer verlor, so dass sie 1935 nicht einmal mehr an der Unterhauswahl teilnehmen konnte. 1936 war die Zahl ihrer Mitglieder auf weniger als 8.000 geschrumpft.
Mosley blieb im politischen Leben präsent durch von ihm organisierte Aufmärsche, die von Blackshirts geschützt wurden. Die britische Regierung sah diese als immerhin so gefährlich an, dass sie 1936 den Public Order Act erließ, ein Gesetz, das politische Uniformen verbot und die Demonstrationsfreiheit einschränkte. Das geschah allerdings erst nach der so genannten Battle of Cable Street im Oktober 1936: In einer rassistisch motivierten Schlägerei wurden Mosley und seine Anhänger von einer Überzahl von Gegnern zum Rückzug gezwungen.
Mosleys Frau Cimmie starb 1933 an einer Bauchfellentzündung, was es ihm ermöglichte, seine Geliebte Diana Guinness zu heiraten, die eine Schwester von Unity Mitford und Nancy Mitford war. Die beiden wurden 1936 im Haus von Joseph Goebbels heimlich getraut, Adolf Hitler war einer der Festgäste und „veranstaltete ein Diner zu ihren Ehren in der Reichskanzlei“. Da Mosley einen großen Teil seines Privatvermögens für die BUF ausgegeben hatte, versuchte er, dieser nun eine stabile wirtschaftliche Basis zu geben, und ließ Diana mit Hitler um die Genehmigung für einen kommerziellen Radiosender verhandeln, der von Deutschland aus nach Großbritannien senden sollte. 1935 erklärte Mosley, gegen die angebliche jüdische Kontrolle des Landes, der Presse, des Handels und der City of London anzukämpfen. 1936 wurde der Name der Partei auf Betreiben von William Joyce, einem als demagogischer Redner bekannten Mitglied der BUF, auf British Union of Fascists and National Socialists erweitert. In den Wahlen zum London County Council 1937 konnte die BUF in drei ihrer Hochburgen in East London bis zu 25 % der Stimmen erzielen. Danach entließ Mosley die meisten Angestellten der Partei einschließlich Joyce, die sich daraufhin in der neuen Partei National Socialist League sammelten.
Öffentliche Zusammenstöße bei Auftritten und vor allem die Gewalt seiner Bodyguards führte zu Kritik in der öffentlichen Meinung. Auch sein öffentlich zur Schau gestellter Antisemitismus kosteten Mosley weitere Unterstützung in der britischen Öffentlichkeit. 
Als sich Europa immer weiter auf einen Krieg zuzubewegen schien, ließ die BUF ihre Kandidaten im Wahlkampf unter dem Slogan Mind Britain's Business (Kümmer Dich um britische Angelegenheiten!) antreten. Bei einer öffentlichen Kundgebung im Juli 1939 war er in der Lage, 30.000 Zuschauer anzuziehen. Nachdem Großbritannien dem nationalsozialistischen Deutschland nach dessen Überfall auf Polen schließlich am 3. September 1939 den Krieg erklärt hatte, machte Mosley sich für einen Verhandlungsfrieden mit dem Deutschen Reich stark. Seine Politik wurde in Großbritannien zunächst eher wohlwollend aufgenommen, aber nach dem Einmarsch der deutschen Wehrmacht in Norwegen wurde ihm mit allgemeiner Feindseligkeit begegnet, die bis hin zu versuchten tätlichen Angriffen reichte.

### Internierung
Am 23. Mai 1940 wurde Mosley zusammen mit den meisten anderen aktiven Faschisten in Großbritannien nach der Defence Regulation 18B interniert, die BUF wurde später verboten. Diana Mosley wurde nach der Geburt ihres gemeinsamen Sohnes Max Mosley ebenfalls interniert; das Ehepaar lebte während des Krieges meist zusammen in einem Haus auf dem Gelände des Holloway Prison in London. Mosley nutzte die Zeit der Internierung, sich ausgiebig mit den Gesellschaften des klassischen Altertums zu befassen. Als Mosley 1943 an einer Venenentzündung erkrankte, wurde das Ehepaar entlassen, blieb aber bis zum Kriegsende 1945 unter Hausarrest.

### Nachkriegszeit

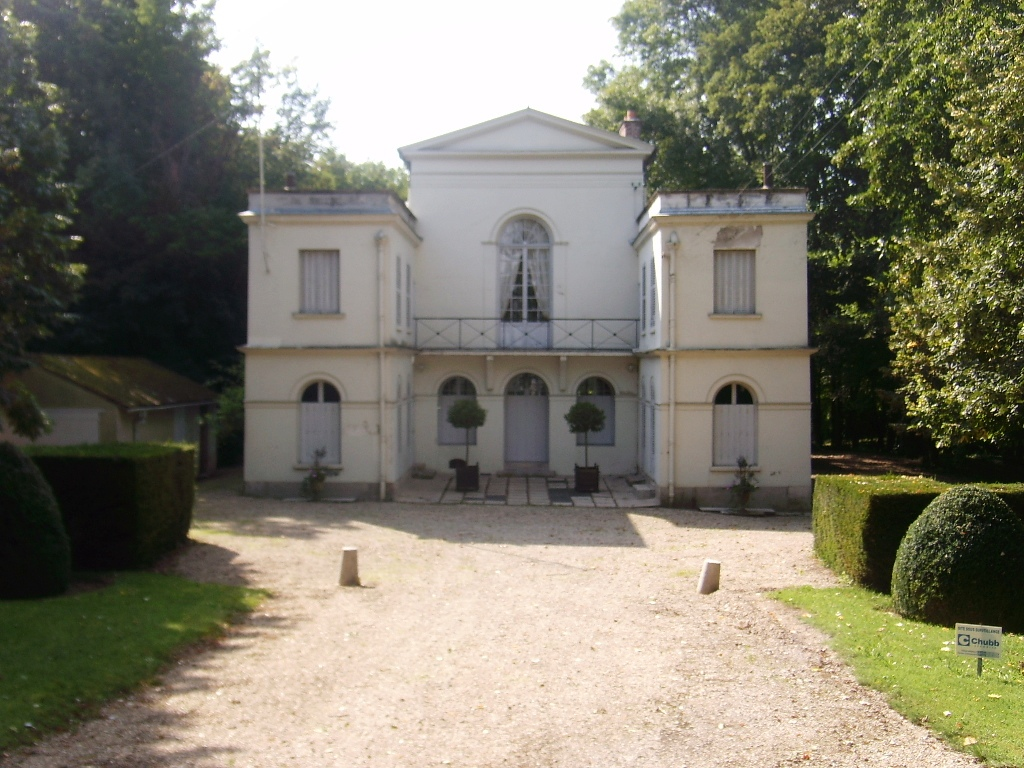
Der Temple de la Gloire in Orsay bei Paris. Heim der Eheleute Mosley ab ca. 1950

Nach dem Krieg wandten sich frühere Gefolgsleute an Mosley und überzeugten ihn (anfänglich gegen seinen Willen), sich wieder aktiv in die Politik einzumischen. Er gründete das Union Movement, eine Bewegung, die einen europäischen Einheitsstaat anstrebte. Aufgrund seiner Aktivitäten aus Vorkriegszeiten und seiner Internierung im Krieg wurde er jedoch nicht ernst genommen, und die Bewegung konnte nur sehr wenige Wählerstimmen gewinnen. 1951 entschied sich Mosley daher, das Vereinigte Königreich zu verlassen und in Irland zu leben. Später zog er nach Paris. Über seine Entscheidung, das Vereinigte Königreich zu verlassen, sagte er später: „You don’t clear up a dungheap from underneath it.“ („Man kann einen Misthaufen nicht beseitigen, wenn man unter ihm liegt.“) Zu dieser Zeit engagierte sich Mosley in der Europäischen Sozialen Bewegung.
Nach den Rassenunruhen in Notting Hill 1958 kehrte Mosley kurzzeitig nach Großbritannien zurück, um bei den Unterhauswahlen von 1959 im Wahlkreis North Kensington anzutreten. Das Union Movement hatte in diesem Gebiet alles dafür getan, rassische Spannungen auszunutzen, und Mosley war sich seines Sieges sicher. Das Wahlergebnis seiner Partei, die für ein Verbot der Einwanderung aller Nichtweißen nach Großbritannien eintrat, war jedoch miserabel. Seine letzte Kandidatur bei den Unterhauswahlen 1966 scheiterte ebenfalls mit kümmerlichem Ergebnis. Daraufhin schrieb er seine Memoiren My Life (erschienen 1968; dt. Übersetzung 1973) und zog sich aus dem politischen Leben völlig zurück.
Mit seiner Frau Cimmie hatte er drei Kinder, darunter Nicholas Mosley, der eine Biographie seines Vaters schrieb. Mit Diana hatte er zwei Kinder, darunter Max Mosley, den ehemaligen Präsidenten der FIA. Oswald Mosley hatte zahlreiche außereheliche Verhältnisse, darunter – während seiner ersten Ehe – Affären mit der Schwester seiner Frau, Alexandra Metcalfe, sowie mit der Stiefmutter seiner Frau, der gebürtigen Amerikanerin Grace Curzon.

## Rezeption
- In der britischen Dramaserie Peaky Blinders taucht Oswald Mosley in der fünften und sechsten Staffel auf. Mosley versucht, Thomas Shelby politisch für sich zu nutzen.
- Im Song Let the boots do the talking der Anarchoband Oi Polloi taucht Mosleys Name ebenfalls auf. Textzeile aus dem Refrain: "We remember Mosley and how Cable Street folks fought him, because when we see the fash, we let the boots do the talking". Die Band nimmt damit Bezug auf die Schlacht in der Cable Street am 4. Oktober 1936, bei der eine faschistische Demonstration von Gegendemonstranten verhindert werden konnte.

## Deutschsprachige Schriften

### Werke
- England - wie ich es will. (1935 in der Verlagswerbung des Walter Bacmeisters Nationalverlages Berlin angekündigt, jedoch nicht erschienen; deutsche Übersetzung von The Greater Britain, 1932)
- Die Alternative. Mosley Publications, Ramsbury Juli 1949 (deutsche Übersetzung von The Alternative, 1947)
- Die europäische Revolution. Mosley Publications, Ramsbury 1950 (gekürzte deutsche Neuübersetzung von The Alternative, 1947)
- Ich glaube an Europa. Klosterhaus Verlag, Lippoldsberg 1962 (deutsche Übersetzung von Europe: Faith and Plan, 1958)
- Weg und Wagnis. Ein Leben für Europa. Druffel Verlag, Leoni 1973 (gekürzte deutsche Übersetzung von My Life, 1968)

### Aufsätze
- Judentum gegen Faschismus. (deutsche Übersetzung von Jewry versus Fascism: Sir Oswald Mosley replies to the Jewish Attack at the Albert Hall, October 28th 1934) In: Hans Krebs/Eugen von Engelhardt (Hrsg.): Die Weltfront. Stimmen zur Judenfrage. 1. Folge. Nibelungen-Verlag, Berlin-Leipzig 1935
- Das große Entweder-Oder. (deutsche Übersetzung von The World Alternative, 1936) In: Karl Haushofer (Hrsg.): Zeitschrift für Geopolitik. 13. Jahrgang, Heft 9, Vowinckel-Verlag, September 1936.
- Rettung des Abendlandes - die Dritte Macht. (deutsche Übersetzung von The European Situation - The Third Force, 1950) Broschüre, Vale & Oakley, London März 1950
- regelmäßige deutschsprachige Beiträge ab 1949 in: Eberhard Fritsch (Hrsg.): Der Weg. Monatshefte zur Kulturpflege und zum Aufbau, Buenos Aires
- regelmäßige deutschsprachige Beiträge ab 1951 in: Arthur Ehrhardt (Hrsg.): Nation Europa - Monatsschrift im Dienst der europäischen Erneuerung, Coburg